# Dominik Raschner
 Dominik Raschner, né le 23 août 1994, est un  skieur alpin autrichien.

## Biographie
En 2018, il prend la 2e place du classement général de la Coupe d'Europe et il remporte le classement du slalom géant.
En novembre 2020 il réalise son premier top-10 en Coup du monde en prenant la 9e place du parallèle de Lech / Zürs.
En 2021, il prend la 3e place du classement général de la Coupe d'Europe et il remporte à nouveau le classement du slalom géant. Fin mars 2021, il est sacré Champion d'Autriche de slalom à Glungezer.
Le 13 novembre 2021, il monte pour la première fois sur un podium de Coupe du monde en prenant une remarquable seconde place sur le parallèle de Lech, à seulement 7 centièmes de son compatriote Christian Hirschbühl.
Le 15 janvier 2023, il devient vice-champion du monde de slalom parallèle à Courchevel, derrière l'Allemand Alexander Schmid. En mars, il prend la 3e place des championnats d'Autriche de slalom.
En janvier 2024, il obtient son premier podium en coupe du monde de slalom en se classant 3e de l'épreuve d'Adelboden. Il termine la saison à la 16e place du classement général de la coupe du mode de slalom. En mars à Reiteralm, il prend à nouveau la 3e place des championnats d'Autriche de slalom.
En février il participe à ses seconds championnats du monde à Saalbach. Il s'y classe 8e du slalom. Avec 7 tops-16, il termine la saison 2024-2025 à la 22e place de la coupe du monde de slalom. Aux championnats d'Autriche début février il monte à nouveau sur le podium avec une 3e place dans le slalom.

## Palmarès

### Championnats du monde
| Épreuve / Édition                | Slalom géant | Slalom | Combiné par équipes | Parallèle | Par équipes |
| Mondiaux 2023 Courchevel-Méribel | -            | -      | -                   | Argent    | 4e          |
| Mondiaux 2025 Saalbach           | -            | 8e     | Abandon             | -         | 6e          |

### Coupe du monde
- 95 épreuves disputées 'à fin mars 2025)
- Meilleur classement général : 41e en 2024 avec 208 points
- Meilleur classement de slalom : 16e en 2024 avec 179 points
- Meilleur classement de slalom géant: 37e en 2024 avec 29 points
- Meilleur classement de parallèle : 2e en 2022 avec 80 points
- 2 podiums.

#### Classements
| Saison / Épreuve | Saison / Épreuve | Général | Général | Descente | Descente | Super G | Super G | Géant  | Géant  | Slalom | Slalom | Combiné | Combiné | Parallèle | Parallèle |
| ---------------- | ---------------- | ------- | ------- | -------- | -------- | ------- | ------- | ------ | ------ | ------ | ------ | ------- | ------- | --------- | --------- |
| Saison / Épreuve | Saison / Épreuve | Class.  | Points  | Class.   | Points   | Class.  | Points  | Class. | Points | Class. | Points | Class.  | Points  | Class.    | Points    |
| 2020             | 2020             | 112e    | 32      | -        | -        | -       | -       | 43e    | 8      | -      | -      | -       | -       | 21e       | 24        |
| 2021             | 2021             | 97e     | 43      | -        | -        | -       | -       | 45e    | 14     | -      | -      | -       | -       | 9e        | 29        |
| 2022             | 2022             | 61e     | 134     | -        | -        | -       | -       | 41e    | 15     | 38e    | 39     | -       | -       | 2e        | 80        |
| 2023             | 2023             | 127e    | 17      | -        | -        | -       | -       | -      | -      | 44e    | 17     | -       | -       | -         | -         |
| 2024             | 2024             | 41e     | 208     | -        | -        | -       | -       | 37e    | 29     | 16e    | 179    | -       | -       | -         | -         |
| 2025             | 2025             | 601e    | 134     | -        | -        | -       | -       | -      | -      | 22e    | 134    | -       | -       | -         | -         |

### Coupe d'Europe
- 25 top-10 dont 9 podiums et 3 victoires

#### Classements
| Saison / Épreuve | Saison / Épreuve | Général | Général | Descente | Descente | Super G | Super G | Slalom géant | Slalom géant | Slalom | Slalom | Combiné | Combiné |
| ---------------- | ---------------- | ------- | ------- | -------- | -------- | ------- | ------- | ------------ | ------------ | ------ | ------ | ------- | ------- |
| Saison / Épreuve | Saison / Épreuve | Class.  | Points  | Class.   | Points   | Class.  | Points  | Class.       | Points       | Class. | Points | Class.  | Points  |
| 2018             | 2018             | 2e      | 862     | -        | -        | -       | -       | 1re          | 540          | 7e     | 322    | -       | -       |
| 2021             | 2021             | 3e      | 570     | -        | -        | -       | -       | 1re          | 353          | 6e     | 217    | -       | -       |